# Erycibe macrophylla
Erycibe macrophylla är en vindeväxtart som beskrevs av Hallier f. Erycibe macrophylla ingår i släktet Erycibe och familjen vindeväxter. Inga underarter finns listade i Catalogue of Life.